# Elio Villafranca
Elio Villafranca es un pianista y compositor cubano de jazz. 

## Biografía
Villafranca nació en la provincia cubana de Pinar del Río y estudió piano, percusión y composición en la facultad de música del Instituto Superior de Arte de La Habana. Se radicó en los Estados Unidos a mediados de la década de 1990.
Colaboró en el álbum Things I Wanted to Do de Chembo Corniel, que fue nominado a mejor álbum de jazz latino en los Premios Grammy de 2010; su álbum Cinque fue nominado en 2020. En 2014 recibió la distinción JALC Millennium Swing Award.
También se ha desempeñado como docente de jazz en instituciones como la Escuela de Música de Manhattan, La Universidad del Temple y la Escuela Juilliard. Ha recibido premios como el Sunshine Award de 2017 y el Downbeat Critic's Poll «Rising Stars Pianist» de 2019. En 2021 recibió una Beca Guggenheim en composición musical.
Durante su carrera ha compartido escenario o grabado con artistas como Paquito D'Rivera, Pat Martino, Chick Corea, Wynton Marsalis, Johnny Pacheco, Los Ricos y Giovanni Hidalgo, entre otros.

## Discografía

### Como líder
- 2003 - Incantations/Encantaciones
- 2007 - The Source in Between
- 2011 - Dynamic Resolution
- 2012 - Dos y Más
- 2012 - Flower by the Dry River
- 2014 - Old Waters, New River
- 2018 - Cinque